# Tazones
Tazones es una parroquia y un pueblo del concejo asturiano de Villaviciosa (España). La parroquia tiene una superficie de 3,51 km² y 254 habitantes. Es conocido por ser el lugar de desembarco de Carlos I en 1517 y por su arquitectura y situación, siendo considerado varias veces como uno de los pueblos más bonitos de España en diferentes medios.
Está catalogado como Uno de Los Pueblos Más Bonitos de España desde el año 2019 y pertenece desde entonces a la asociación homónima. 

## Aldeas
Forman la parroquia de Tazones las siguientes aldeas:
- La Atalaya: 56 habitantes
- Las Mestas (Les Mestres): 5 habitantes
- El propio pueblo de Tazones, con los barrios de San Miguel: 126 habitantes y San Roque: 69 habitantes
- Villar: 44 habitantes

## Etimología
Según Xosé Lluis García Arias, en su libro "Pueblos asturianos: el porqué de sus nombres", el origen del nombre de Tazones procedería de "Stationes", plural de "Stationem".

## Pueblo de Tazones

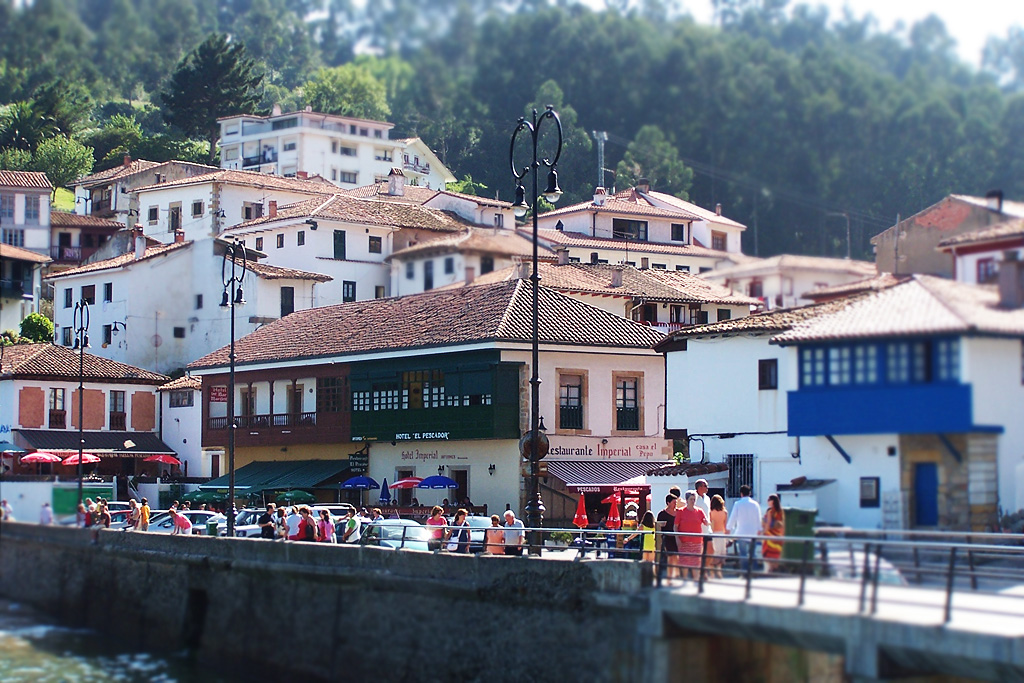
Imagen de Tazones

Tazones está formado por dos barrios, divididos por la carretera local que comunica el pueblo con Villaviciosa, capital del concejo: San Roque y San Miguel. El límite del Conjunto Histórico ocupa la zona comprendida entre la línea de costa, desde la Punta de la Mesnada hasta la Punta de Tazones y las líneas de cresta de los montes de La Atalaya y Villar, hasta el punto de entronque de la carretera de Tazones con la carretera de Gijón- Villaviciosa. Dentro de la misma se halla ubicado el Castro del Picu Catalín. 
Tazones tiene una playa en cuyo pedrero pueden observarse huellas jurásicas de dinosaurio. También cuenta con uno de los 18 puertos pesqueros de Asturias, perteneciente a la capitanía de 3ª de Lastres, en el que atracan pequeñas embarcaciones dedicadas a la pesca de bajura y una lonja de pescado. 
El pueblo se sitúa entre dos grandes peñas, y sus casas, de uno o dos pisos, se disponen de forma escalonada. 
Importante puerto ballenero en épocas pasadas, se supone que fue en Tazones donde el, entonces, jovencísimo rey Carlos I pisó tierra española procedente de Flandes por primera vez en 1517, hecho que se conmemora cada año durante las fiestas locales de San Roque, que se celebran a mediados de agosto, con una representación del desembarco. 
El puerto de Tazones destaca actualmente por su actividad pesquera y turística pero, en el pasado esta villa marinera vivió de la caza de la ballena. Su puerto fue uno de los muchos de la cornisa cantábrica que se dedicaron a la captura de cetáceos, convertida en un próspero negocio en los siglos XVI y XVII, si bien se practicada ya desde el XIV, según Luis Laria, director de la Coordinadora para el Estudio y Protección de las Especies Marinas (Cepesma).
Sin embargo, de esta parte de la historia de Tazones se conservan mínimas referencias. Gonzalo Álvarez Sierra se hizo eco, en 1979, en la obra «Villaviciosa, en imagen», de unas palabras de Caveda en las que este refería que, hacia 1550, Tazones era «un pequeño puerto floreciente» con actividad ballenera. Por aquel siglo , todo el comercio de Villaviciosa y su concejo puede decirse que venía de Tazones, a donde llegaban muchas embarcaciones no sólo del reino, sino también extranjeras. Se hacían en efecto largos viajes a Galicia, Vizcaya, Andalucía, Francia, Holanda, Inglaterra, como consta en los archivos del Ayuntamiento de Villaviciosa. Los principales artículos con los que se comerciaba eran lino, cáñamo, cera, aceite, brea, paños o lienzos, amen de la pesca y del producto de las ballenas, que también se pescaban.
En el año 2016 Tazones y Villaviciosa , además  de Lastres (Colunga) y el Cabo Peñas, en (Gozón) fueron protagonistas del spot de televisivon de la lotería de Navidad de ese año creado por la agencia Leo Burnett que empleó a vecinos de la zona como figurantes.

### Situación

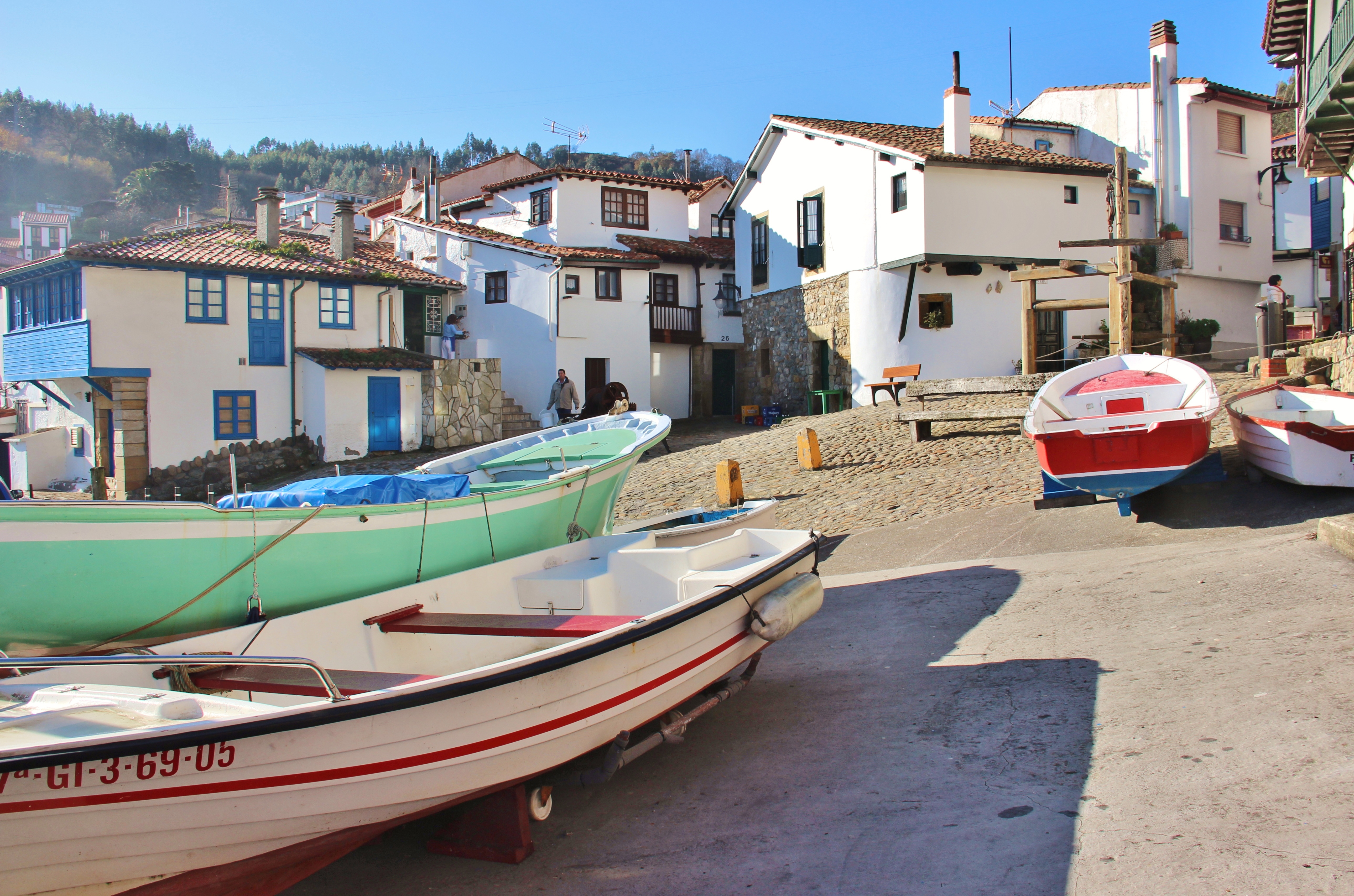
Puerto de Tazones

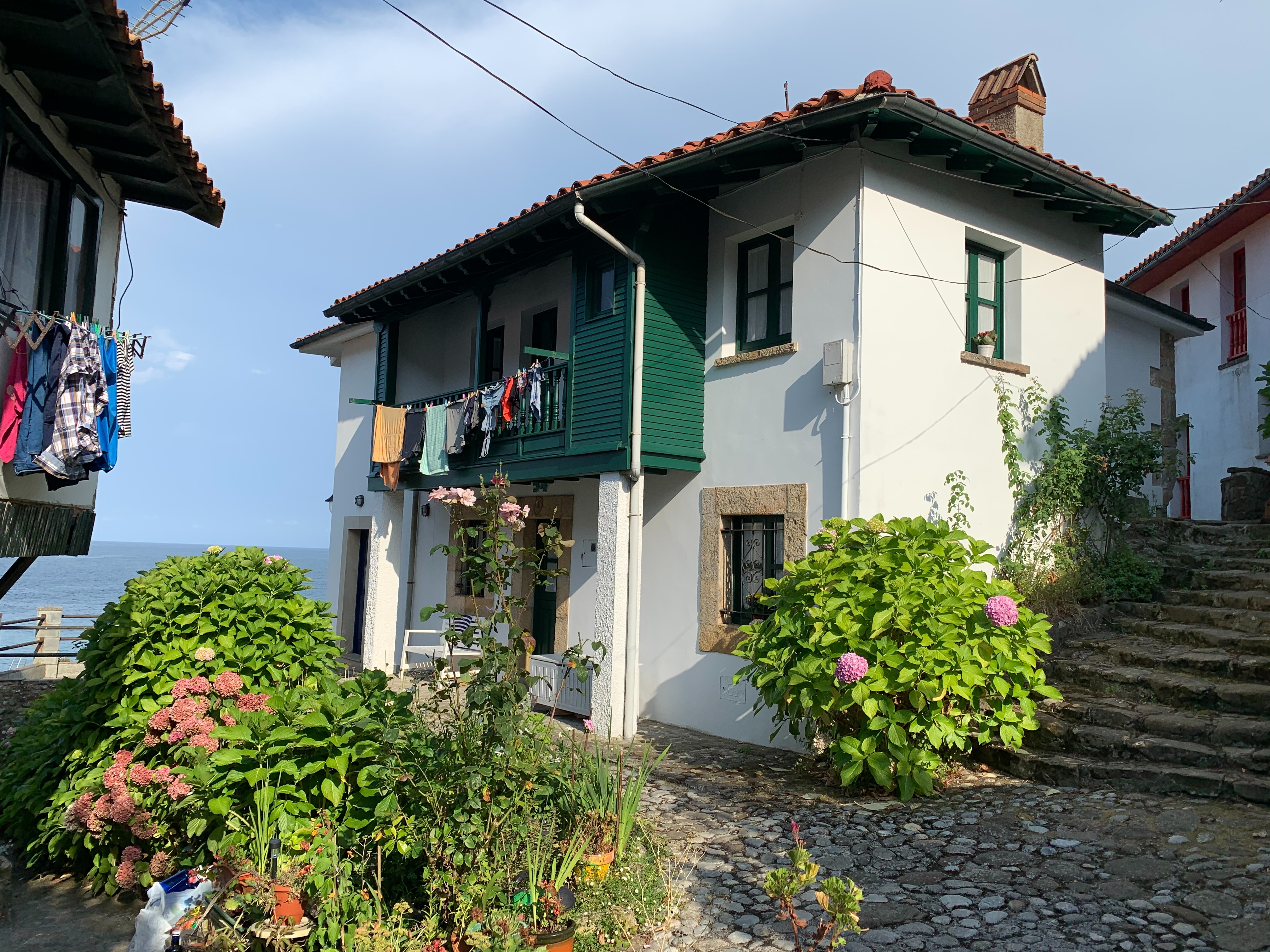
Arquitectura de Tazones

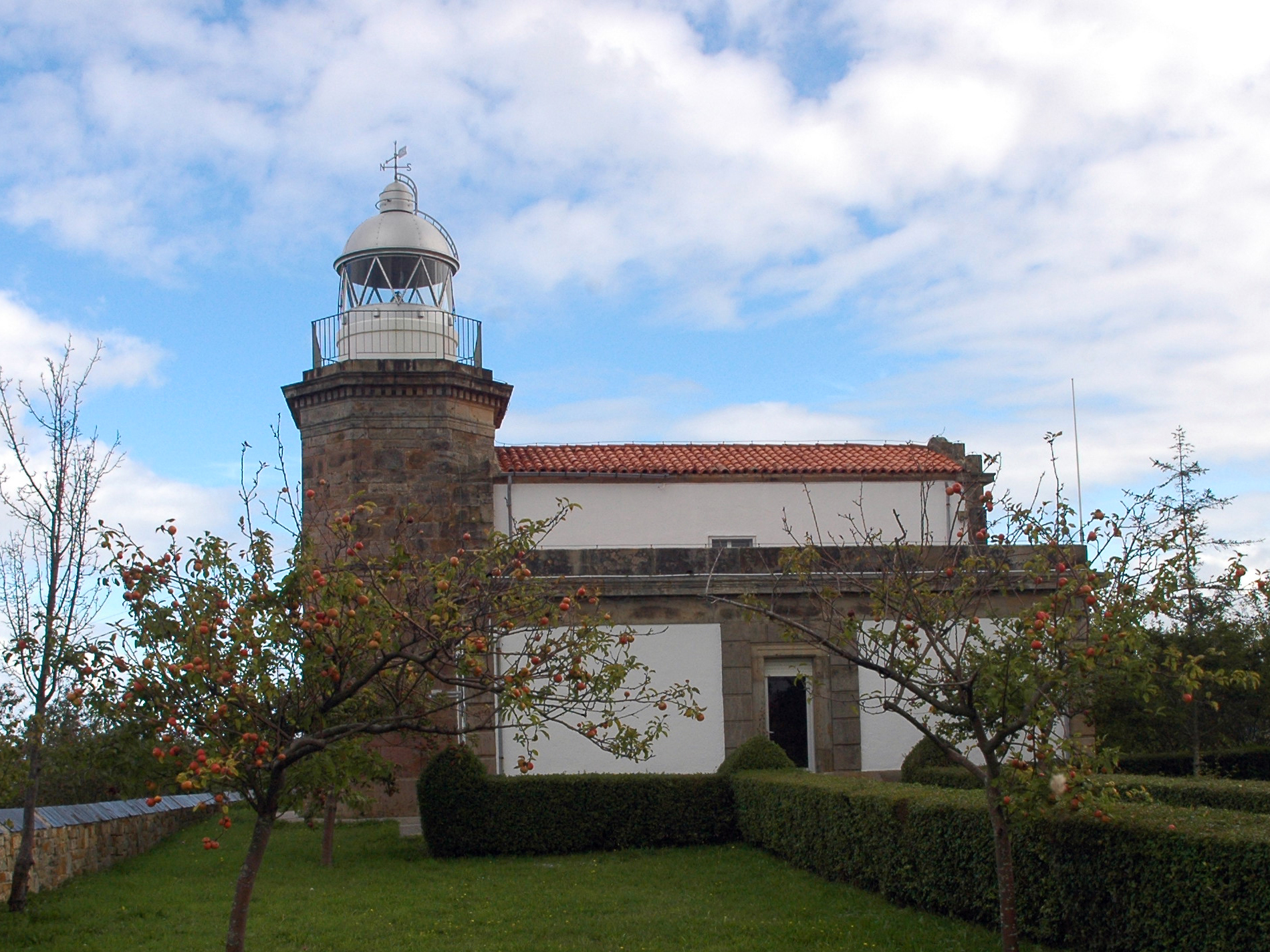
Faro de Tazones

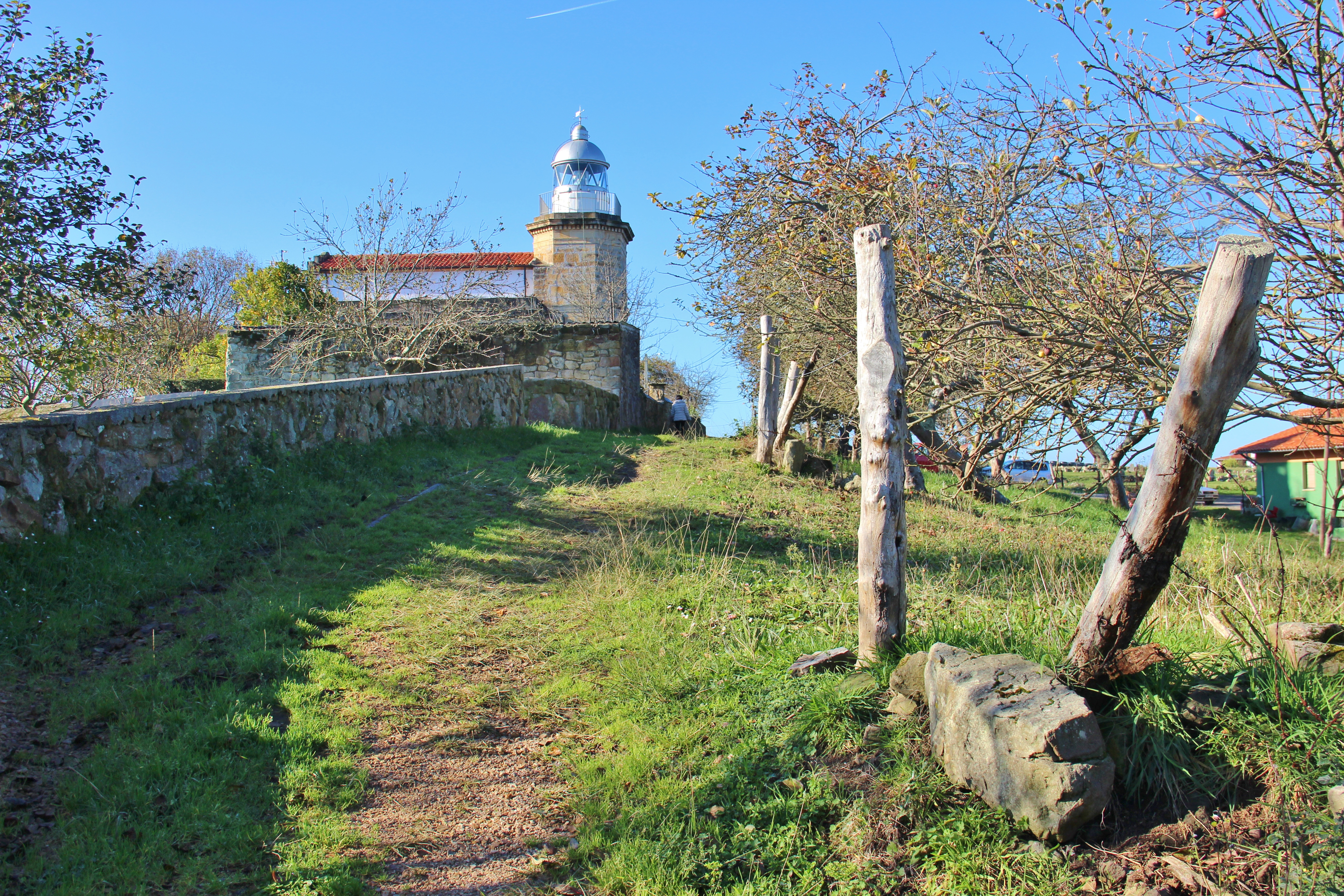
Vista del faro

Tazones se sitúa en la costa del concejo de Villaviciosa, en la desembocadura de la ría del mismo nombre, a unos 11 km de la capital del concejo. Desde allí, se llega al pueblo por la carretera local VV-5.

## Patrimonio
Los barrios de San Miguel y San Roque están declarados "Conjunto Histórico Artístico" desde el 17 de junio de 1991.

### Iglesia
La iglesia parroquial de Tazones se sitúa en el barrio de San Miguel  data de 1950. La iglesia primítiva de esta parroquia situada entonces en el barrio de San Roque fue quemada en 1936 durante la guerra civil, la imagen del Niño Manolín es la más antigua del templo ya que es lo único, junto a un crucifijo, que se conserva de la primera .El resto de las figuras fueron adquiridas en 1950 para la reinauguración destacando entre otras las imágenes de San Roque, la Virgen de Covadonga, el Sagrado Corazón, San Antonio y los dos ángeles de la Virgen del Rosario.

### Casa de las Conchas
La Casa de las Conchas, en el barrio de San Roque, es una casa con la fachada totalmente cubierta de conchas de diferentes formas, tamaños y colores. 

### Huellas de dinosaurio
En el pedrero de la playa, a unos 120 metros del panel explicativo situado a la entrada del arenal, sobre la superficie de un estrato gris de la formación Tereñes, accesible en marea baja, se encuentran varias icnitas tridáctilas de dinosaurios bípedos, algunas de las cuales forman un rastro. 480 metros más allá en la misma dirección, en la formación de origen fluvial Vega, aparece otra huella tridáctila de dinosaurio además de una icnita inmensa que pertenece a la huella de la mano de un Saurópodo
Partiendo del lado izquierdo de la carretera que va al faro, en un acantilado cuyo acceso está convenientemente señalizado, hay más huellas tridáctilas de dinosaurios bípedos y cuadrúpedos y otra de arrastre de cola.
En noviembre del 2018 Miembros del Muja recuperan una huella de un dinosaurio bípedo y carnívoro en los acantilados de Tazones El operativo contó con la colaboración del helicóptero de Bomberos de Asturias, por las dificultades para acceder a su ubicación.
En ella se pueden distinguir tres dedos relativamente largos y terminados en garras, lo que permite deducir que se trataba de un dinosaurio carnívoro. El animal superaría los dos metros y medio de altura, con ello el Muja aumentará su colección de fósiles.

### Faro
El Faro de Tazones está situado en la aldea de Villar, parroquia de Tazones, concejo de Villaviciosa, Asturias (España). En funcionamiento desde 1864 y electrificado en 1928, es uno de los mejor conservados y cuidados del litoral asturiano. En 1953 se instaló una sirena.
Se sitúa en la Punta del Olivo o de las Ariceras, a una altitud de 127 metros sobre el nivel del mar y 11 sobre el terreno, en un recinto ajardinado de 2000 metros cuadrados, cerrado con muro de piedra con lajas de pizarra en la parte superior.
El edificio es de piedra arenisca, de dos plantas, una inferior de 150 metros cuadrados
y una superior de 50 metros cuadrados.La torre es octogonal, adosada a la fachada norte del edificio principal, construida en sillería rectangular y con ángulos achaflanados, tiene en su interior una amplia vidriera que ocupa la parte inferior de su cara norte, sobre la cual aparece una placa conmemorativa con la inscripción "Faro de Villaviciosa. Año de 1864".
En su interior hay una escalera de caracol de hierro y color gris metalizado de 37 peldaños que accede a la linterna, instalada en 1945, protegida por una cúpula opaca rematada con un pararrayos y una veleta.
Las fachadas del edificio son de color blanco y la techumbre está cubierta de tejas de color rojo.
Su alcance es de 20 millas marinas y sus coordenadas son: 43° 32,867 N y 05º 23,905 W.